# Economía popular
La economía popular surge cuando los sectores excluidos del mercado laboral crean su propio trabajo. En algunos casos también crean sus propios circuitos de comercialización, como ferias o venta ambulante. No se trata de casos aislados, sino de un fenómeno que está presente en todos los países del mundo y abarca a una gran parte de la población. Si bien es producto de la exclusión que genera el desarrollo actual del capitalismo, la economía popular no está completamente separada de la economía global de mercado. Los puntos de conexión son múltiples, tanto al nivel de la producción como del consumo.

## Trabajadores de la Economía Popular
Toda persona que de manera independiente, ya sea en forma individual y/o colectiva, realiza una actividad creadora y productiva por cuenta propia. El concepto de trabajador de la economía popular excluye expresamente cualquier individuo bajo relación laboral de dependencia, sea ésta registrada o no registrada, del sector público o privado. Sin embargo, es importante entender que muchas conquistas de este sector laboral están vinculadas a programas sociales con financiamiento estatal, pero esto no implica que sean trabajadores del estado, y por ende, siguen siendo trabajadores de la economía popular.

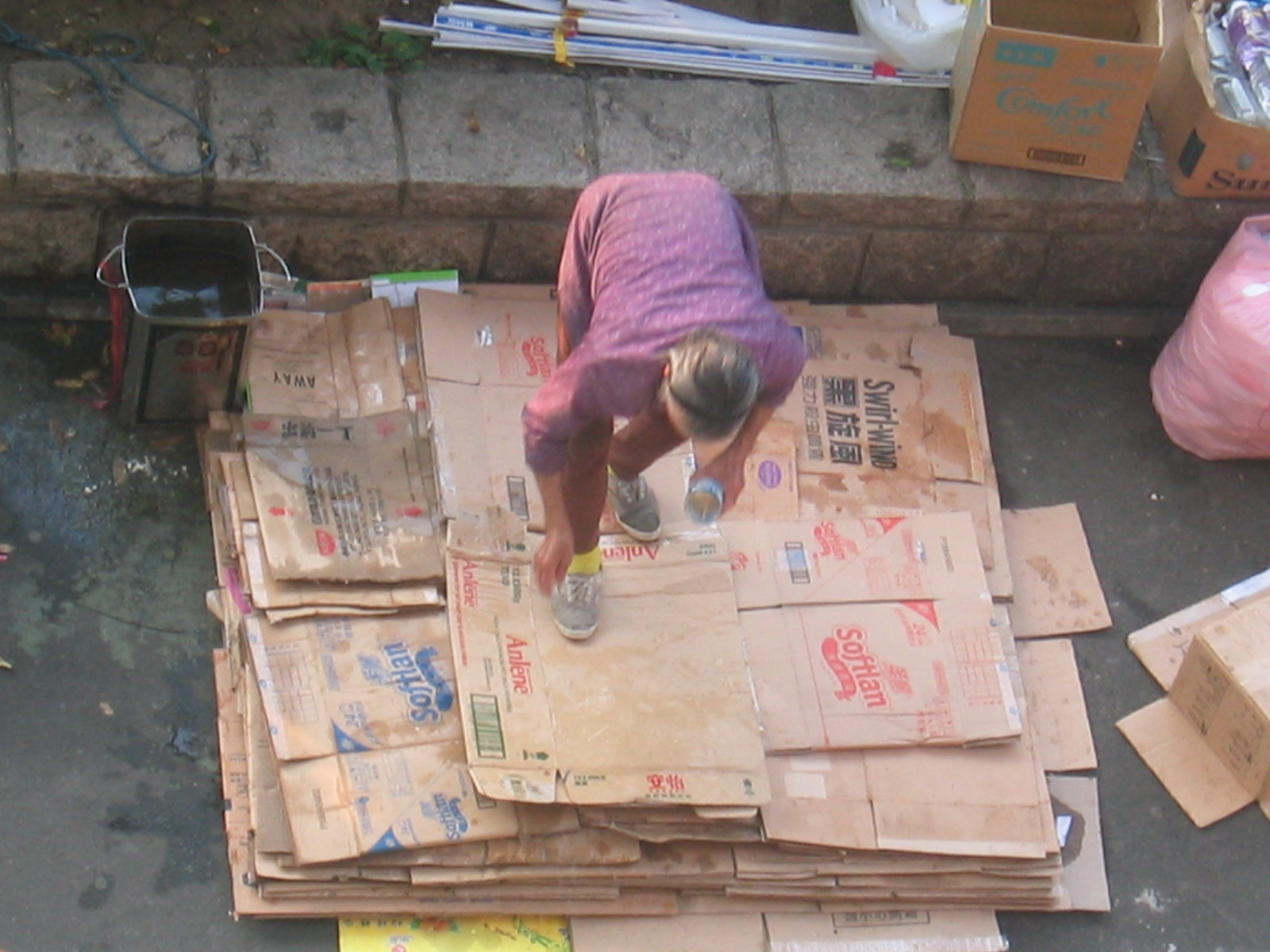
Reciclador en Hong Kong

### Unidades económicas populares
Las unidades económicas son el conjunto de los medios de trabajo necesarios para generar ingresos. En la economía popular encontramos unidades económicas con características muy diferentes. Puede ser una empresa recuperada, con una gran infraestructura y cientos de trabajadores agrupados, o un cuidacoches, que trabaja solo y usa un trapo como herramienta. 
Son unidades económicas populares las siguientes entidades: cooperativas de trabajo, agrupaciones de microemprendedores, emprendimientos comunitarios, clubes del trueque, ferias y mercados asociativos populares, redes de comercio justo, organizaciones de microcrédito, empresas recuperadas, redes de consumo responsable, grupos comunitarios de base, medios de comunicación comunitarios, núcleos de agricultura familiar, comunidades de pueblos originarios u otras organizaciones libres del pueblo sin fines de lucro, cuyas actividades se encuadren dentro de este marco y sus trabajadores no revistan carácter dependiente. 
Se diferencian según estos 4 puntos:
- Espacio de trabajo (rural, urbano, calle, domicilio, barrio, etcétera)
- Rama de actividad económica o sector (comercio, construcción, reciclado, rural)
- Relaciones Laborales (familiar, comunitaria, patronal)
- Forma Legal (informal o formal)

## Economía Popular en Argentina
En Argentina existe desde 2011 la Confederación de Trabajadores de la Economía Popular (CTEP) que nuclea a trabajadores de distintas ramas y provincias. La confederación tiene su sede central en la Ciudad Autónoma de Buenos Aires, en el barrio Constitución. Está integrada por varias organizaciones sociales, muchas de ellas, que surgen a partir de los movimientos de desocupados o de trabajadores excluidos en la crisis del 2001.

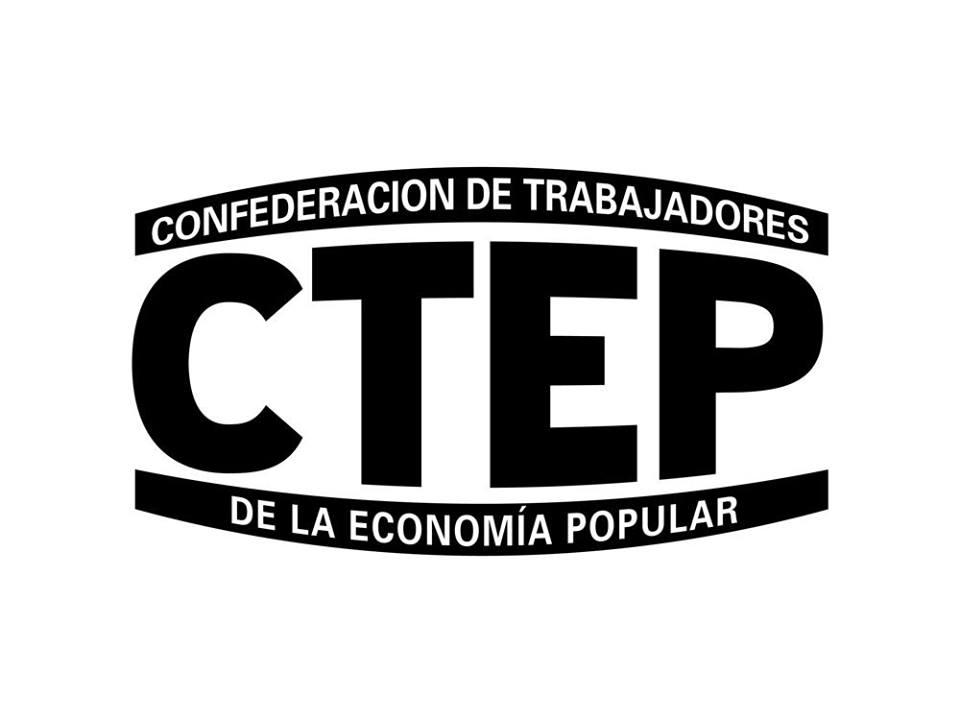
Logo de la CTEP

### Personería Social
El 9 de diciembre de 2015, el Ministerio de Trabajo y Seguridad Social de la Nación dictó la resolución 1727/15, que crea un régimen de agremiación complementario, ampliatorio y compatible con el modelo sindical vigente en Argentina, que hasta entonces únicamente contemplaba la situación de los trabajadores en relación de dependencia. Como la norma no fue publicada en el Boletín Oficial, derivó en una nueva resolución, la 32/16-MTEySS, publicada el 2 de febrero de 2016. La resolución 32/16 crea el Registro de Organizaciones Sociales de la Economía Popular y Empresas Autogestionadas (art. 1) dónde se podrán inscribir entidades representativas de trabajadores que se desempeñen en la economía popular y en las empresas recuperadas o autogestionadas (art. 2).
El Registro de Organizaciones Sociales de la Economía Popular y Empresas Autogestionadas es un registro sindical complementario, asimilable en su naturaleza al de la Ley 23.551, pero correctamente separado de éste por las características específicas del sector sociolaboral que aborda. En otras palabras, podríamos decir que estos registros son dos especies del mismo género o que la creación del Registro de la 32/16 implica el reconocimiento de dos especies del género asociaciones sindicales: uno, prexistente, para los trabajadores dependientes de los sectores público y privado, y otro, nuevo, para los trabajadores independientes de la economía popular.

### Salario Social Complementario
El salario social complementario es la remuneración que el trabajador de la economía popular percibe por su trabajo de manera indirecta, y es un aporte que realiza el estado en su rol de garante de derechos. Es complementario, porque se suma al salario directo que recibe el trabajador por su propia actividad, pero que siempre es insuficiente y no le permite acceder al salario mínimo o a todos los derechos laborales que le corresponden. Por eso, el salario tiene dos partes:
- Salario directo (que obtiene por su propio trabajo)

- Salario indirecto (complemento que aporta el estado)

## Diferencias con la Economía Social o Solidaria
La economía popular, a diferencia de la economía social o solidaria, se define a partir de la situación socioeconómica que atraviesan sus trabajadores de base. Ese contexto de pobreza no necesariamente incluye buenos valores. Son ejemplo de ellos los talleres clandestinos o ferias como La Salada, donde hay situaciones de explotación, corrupción, aprietes. Son pobres contra pobres que reproducen la lógica de explotación y en las peores condiciones. La economía popular tiene grandes posibilidades de transformarse también en economía solidaria, pero requiere el esfuerzo de las organizaciones sociales y la intervención estatal. Por eso no puede identificarse directamente con la Economía Social o Solidaria. En palabras de Juan Grabois, referente de la CTEP:

Mucho se ha hablado de “economía social” y “economía solidaria” para caracterizar a la red de emprendimientos cooperativos o “sin fines de lucro”. Estas definiciones pueden llevarnos a la falsa creencia de que por arte de magia se puede integrar a los excluidos en “empresas sociales” horizontales de laboratorio. Se exponen “casos de éxito” que en general son experiencias aisladas y aun así se los idealiza. Lo cierto es que esta fantasía puede utilizarse como una forma de legitimación del orden social frente a la que debemos dar una contundente señal de alerta. En otro sentido, la creencia en la viabilidad de micro emprendimientos sociales es una forma de atribuir a los excluidos la responsabilidad por su situación: si se esfuerzan lo suficiente, a través de la “economía social” hay una salida.

## Economía Popular y derechos
A lo largo de la historia la conquista de los derechos laborales se han dado en el marco de relaciones de dependencia. Si bien esta relación también ha sufrido grandes cambios que requieren un análisis más profundo, como la incorporación de cuadros gerenciales medios o la tercerización -entre otros-, el caso de la economía popular requiere un marco conceptual diferente, ya que rompe con esa relación de base, que es la relación de dependencia y, por lo general, presenta situaciones de vulnerabilidad que involucran otros derechos, como el de una vivienda digna, acceso a la salud, educación. Este contexto hace que la lucha de las organizaciones de la economía popular tengan un programa mucho más amplio y complejo a la hora de llevar a cabo. Podemos encontrar una referencia posible en el reclamo por Techo, Tierra y Trabajo declarado en el Encuentro Mundial de Movimientos Populares, en el que las organizaciones sociales reunidas en Santa Cruz de la Sierra, Bolivia, durante los días 7, 8 y 9 de julio de 2015, se comprometieron a con estos 10 puntos:
1. Impulsar y profundizar el proceso de cambio
2. Vivir bien en armonía con la Madre Tierra
3. Defender el trabajo digno
4. Mejorar nuestros barrios y construir viviendas dignas
5. Defender la Tierra y la soberanía alimentaria
6. Construir la paz y la cultura del encuentro
7. Combatir la discriminación
8. Promover la libertad de expresión
9. Poner la ciencia y tecnología al servicio de los pueblos
10. Rechazar el consumismo y defender la solidaridad como proyecto de vida

Las reivindicaciones netamente laborales son parecidas a las de los trabajadores formales, pero con algunas particularidades que hablan del sector y sus prioridades:
- La no criminalización del trabajo suele ser uno de los primeros aspectos por los que se lucha en la economía popular, ya que todas las ramas han atravesado distintos grados de persecución, bien porque la policía les cobra un soborno, bien porque para defender su trabajo han tenido que tomar una fábrica.
- Apoyo económico del estado para poder cumplir con las normativas que se exige a los empleadores, ya que los trabajadores no poseen capital para enfrentar grandes gastos de infraestructura
- Guarderías para sus hijos, es fundamental para erradicar el trabajo infantil, que muchas veces es producto de la situación de exclusión, ya que muchos trabajadores tiene jornadas que superan las 8 horas y no pueden dejar a sus hijos solos.
- Salario social complementario para poder llegar al salario mínimo vital y móvil
- Cobertura médica